# Cornel-George Comșa
Cornel-George Comșa (n. 5 mai 1977, Alba Iulia, Alba, România) este un deputat român, ales în 2012 pe listele Partidului Poporului – Dan Diaconescu (PP-DD).